# Boulevard Henri-Bourassa (Montréal)
Pour les articles homonymes, voir Boulevard Henri-Bourassa.
Le boulevard Henri-Bourassa est un long et large boulevard orienté est-ouest situé dans les villes de Montréal et Montréal-Est, parallèle au boulevard Gouin, qui sert d'artère de transit et facilite la circulation dans les arrondissements du nord de la ville de Montréal. Avec ses 29 kilomètres, il est l'une des plus longues voies de Montréal.   

## Situation et accès

### Partie est
À l'est, il débute au croisement de la rue Sherbrooke (route 138) dans le quartier Pointe-aux-Trembles de l'arrondissement Rivière-des-Prairies–Pointe-aux-Trembles. Vers l'ouest, il traverse un secteur industriel et institutionnel et sert de limite entre le quartier Rivière-des-Prairies et la ville de Montréal-Est puis l'arrondissement d'Anjou. À l'ouest de l'autoroute 25, il s'insère dans l'arrondissement Montréal-Nord et traverse une zone hétéroclite commerciale, résidentielle et quelque peu industrielle. Près du boulevard Pie-IX (route 125), au croisement du boulevard Léger, il change de trajectoire et se rapproche grandement du boulevard Gouin, bordant la rivière des Prairies. Peu à l'ouest du boulevard Saint-Michel, il entre dans l'arrondissement Ahuntsic-Cartierville. 

### Partie centrale
Dans l'arrondissement Ahuntsic-Cartierville, il forme un large boulevard de six voies (trois par direction) et est dans un quartier majoritairement résidentiel avec des zones commerciales de faible envergure. Dans cette section, il croise la majorité des artères les plus importantes du centre de Montréal, notamment l'avenue Papineau, les rues Saint-Hubert et Berri et les boulevards Saint-Laurent et L'Acadie. La station de métro Henri-Bourassa est située en bordure du boulevard à l'intersection de la rue Berri. 

### Partie ouest
Au croisement de l'autoroute 15, le boulevard pénètre l'arrondissement Saint-Laurent et sa trajectoire change et devient plus irrégulière. Il devient une artère à dominance fortement industrielle. Après avoir croisé le boulevard Marcel-Laurin et l'autoroute 13, il se termine quelques mètres à l'ouest du croisement de l'autoroute 40 dans l'ouest de l'île de Montréal. Après avoir surplombé le ruisseau Bertrand, il devient le boulevard Hymus de la ville de Dorval, puis éventuellement de Pointe-Claire et de Kirkland. 

## Origine du nom
Il rend honneur à Henri Bourassa (1868-1952), homme politique québécois et fondateur du journal montréalais Le Devoir. 
Montréal possède aussi depuis 1966 une station de métro nommée Henri-Bourassa, à l'intersection de la rue Berri. 

## Historique
Il est aménagé par étapes à partir de 1954, à la suite des expropriations nécessaires à sa construction, mais aussi en partie sur un tracé nouveau. 
Nommé « Kelly Street » par les fermiers irlandais qui y habitaient, il est renommé « boulevard Henri-Bourassa ».